# Euploea tisais
Euploea tisais är en fjärilsart som beskrevs av Hans Fruhstorfer 1901. Euploea tisais ingår i släktet Euploea och familjen praktfjärilar. Inga underarter finns listade i Catalogue of Life.